# Graspiepers
DMHC de Graspiepers, opgericht op 29 januari 1960, is de hockeyclub van Drachten (Friesland).
Sinds 1964 wordt er gespeeld op het complex aan de Sportlaan, aanvankelijk op 4 grasvelden. In 1966 werd een eigen clubhuis in gebruik genomen, dat tot 1980 gedeeld werd met de korfbalvereniging. Toen in 1985 het eerste kunstgrasveld werd aangelegd, kwamen naast het clubhuis 4 (later 6) tennisbanen te liggen die bespeeld worden door de tennisvereniging "de Beampipers", waarmee ook tot eind jaren 90 in het clubhuis werd samengewoond. Sinds 2000 beschikken de Graspiepers (in het noorden ook vaak "de Piepers" genoemd) over twee kunstgrasvelden: een waterveld en een zandingestrooid veld. Begin 2009 is besloten tot de bouw van een nieuw clubhuis, aan de andere kant van het complex. Dit moderne en zeer ruime gebouw is officieel geopend op 29 januari 2010, de dag van de 50e verjaardag van de club.
Ook in de zaal zijn de Graspiepers vanaf het begin actief geweest, eerst op een geïmproviseerd veld in de Philips-kantine, later jarenlang in Sporthal "de Splitting", bekend om zijn zeer snelle houten vloer. In het zaalhockey behaalde de club ook de grootste sportieve successen. Zo speelden zowel heren 1 (1984-1985) als dames 1 (2007-2009) in de landelijke Hoofdklasse en werd Jongens B1 in 1992 kampioen van Nederland.